# Ambroise av Monaco
Ambroise av Monaco, död 1433, var en monark (herre) av Monaco från 1419 till 1427.